# Rosenlauigletscher
Rosenlauigletscher – lodowiec o długości 5 km (2005 r.) i powierzchni 6,14 km² (1973 r.).
Lodowiec położony jest w Alpach Berneńskich w kantonie Berno w Szwajcarii.